# Квіхельм (король Вессексу)
Квіхельм (англ. Cwichelm, помер у 636) — VII король Вессексу (626—636 рр.), ймовірно, син і співправитель Кінегільса, неодноразово згадуваний у «Англосаксонській хроніці» разом з ним.

## Біографія
Квіхельм брав участь у розгромі бритів при Бендуні в 614 році, а ще в битві проти Пенди при Чиренчестері в 628 році. Беда Преподобний також розповідає про невдалу спробу Квіхельма, близько 626 року, усунути Едвіна, короля Дейри, підіславши до нього найманого вбивцю. У відповідь Едвін організував каральну експедицію і, ймовірно, на деякий час підпорядкував собі західних саксів. У 636 році Квіхельм прийняв хрещення від єпископа Бирине, але в тому ж році помер.